# Бисмарк (аэропорт)
Муниципальный аэропорт Бисмарк (англ. Bismarck Municipal Airport), (ИАТА: BIS, ИКАО: KBIS, FAA LID: BIS) — государственный гражданский аэропорт, расположенный в пяти километрах к юго-востоку от центрального делового района города Бисмарк (Северная Дакота), США. Аэропорт находится в собственности города Бисмарк.

## Инфраструктура
В мае 2005 года в аэропорту был сдан в эксплуатацию новый пассажирский терминал, строительство которого обошлось городской казне в 15 миллионов долларов США. Здание прежнего терминала использовалось более 40 лет и дважды проходило полную реконструкцию и перепланировку.
Муниципальный аэропорт Бисмарк занимает площадь в 971 гектар, расположен на высоте 506 метров над уровнем моря и эксплуатирует две взлётно-посадочные полосы:
- 13/31 размерами 2680 х 46 метров с асфальтовым покрытием;
- 3/21 размерами 2012 х 30 метров с асфальтовым покрытием.

За период с 31 декабря 2005 года по 31 декабря 2006 года Муниципальный аэропорт Бисмарк обработал 52 358 операций взлётов и посадок самолётов (в среднем 143 операций ежедневно), из них 67 % пришлось на авиацию общего назначения, 19 % — на рейсы аэротакси, 9 % составила военная авиация и 6 % заняли регулярные коммерческие перевозки.